# Wolfgang Hanisch
Pour les articles homonymes, voir Hanisch.
Wolfgang Hanisch, né le 6 mars 1951 à Großkorbetha (Saxe-Anhalt), est un athlète allemand, spécialiste du lancer du javelot. Il concourait dans les années 1980 pour la République démocratique allemande et a remporté la médaille de bronze au lancer du javelot aux Jeux olympiques d'été de 1980. 
Il a également remporté trois médailles lors des championnats d'Europe.

## Palmarès[1]

### Jeux olympiques
- Jeux olympiques de 1980 à Moscou ( Union soviétique)
  -  Médaille de bronze au lancer du javelot

### Championnats d'Europe d'athlétisme
- Championnats d'Europe d'athlétisme de 1971 à Helsinki ( Finlande)
  -  Médaille de bronze au lancer du javelot
- Championnats d'Europe d'athlétisme de 1974 à Rome ( Italie)
  -  Médaille d'argent au lancer du javelot[2]
- Championnats d'Europe d'athlétisme de 1978 à Prague ( Tchécoslovaquie)
  -  Médaille de bronze au lancer du javelot